# 卡爾瓦里亞-澤布日多夫斯卡

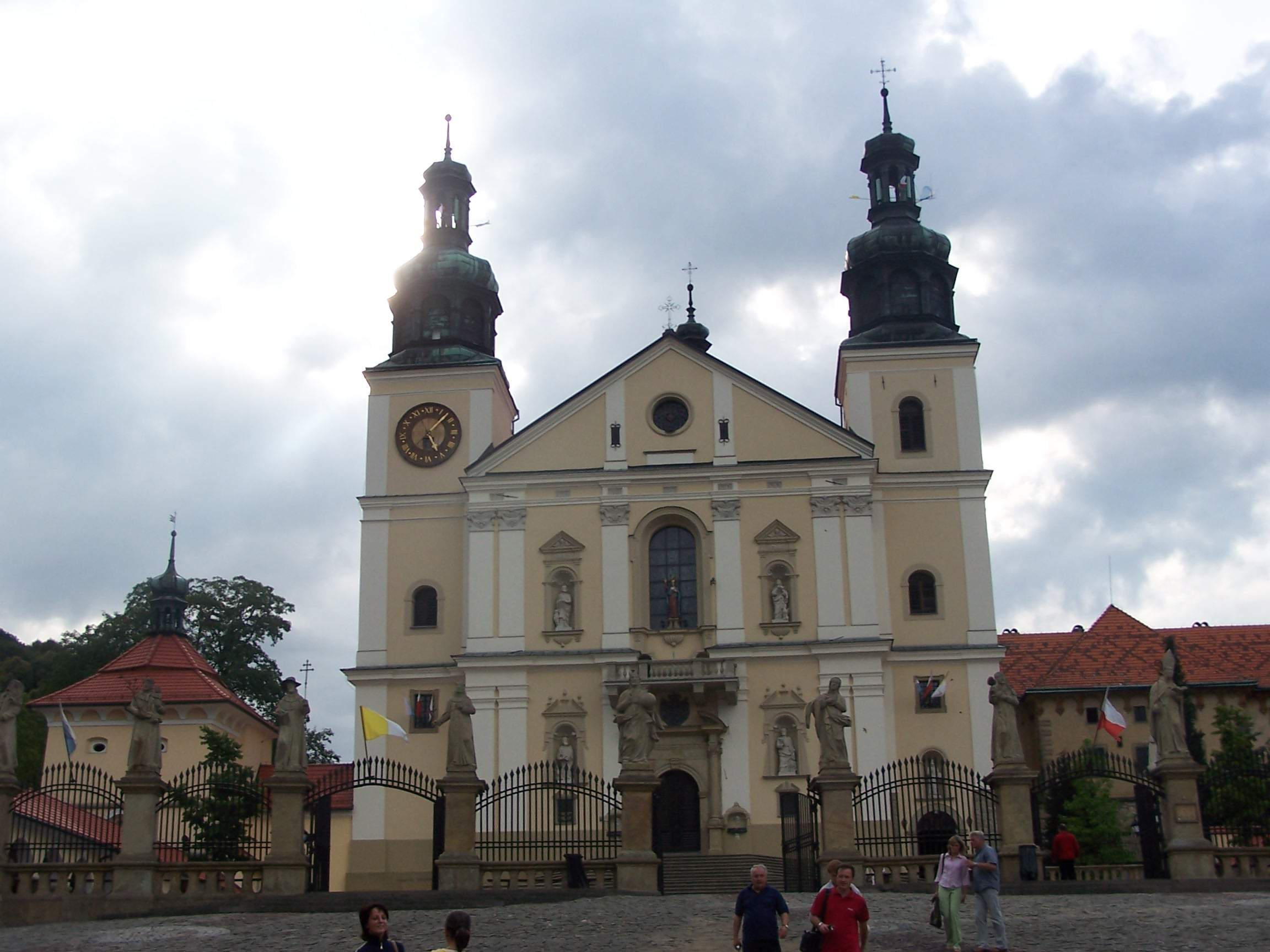

卡爾瓦里亞-澤布日多夫斯卡是波蘭的城鎮，位於該國南部，由小波蘭省負責管轄，始建於十七世紀，面積5.5平方公里，海拔高度298米，2006年人口4,503。

## 友好城市
- 德国哈默爾恩
- 斯洛伐克萊沃恰

## 外部連結
- Kalwaria Zebrzydowska （英文）
- Kalwaria Zebrzydowska city website
- The Kalwaria Zebrzydowska Sanctuary（页面存档备份，存于） （英文） （波兰語）
- Jewish Community in Kalwaria Zebrzydowska（页面存档备份，存于） on Virtual Shtetl

49°52′N 19°41′E / 49.867°N 19.683°E